# Alexei Nikolajewitsch Pleschtschejew

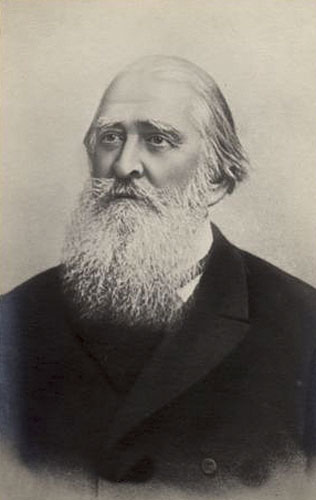
Alexei Pleschtschejew

Alexei Nikolajewitsch Pleschtschejew (russisch Алексей Николаевич Плещеев; * 22. Novemberjul. / 4. Dezember 1825greg. in Kostroma; † 26. Septemberjul. / 8. Oktober 1893greg. in Paris) war ein russischer Dichter. Als Angehöriger des Petraschewski-Kreises wurde er zum Tode verurteilt, nach einer Scheinhinrichtung vom Zaren begnadigt, nach Orenburg verbannt, dort zum Militärdienst einberufen. Nach zehn Jahren wurde er freigelassen, wohnte in Moskau und Sankt Petersburg. Später erbte er ein Vermögen, kam nach Frankreich und wohnte in Paris bis zum Tode. Er übersetzte Werke Heinrich Heines in die russische Sprache. Außerdem schrieb er vor allem Gedichte und Kinderlieder. Nach seinem Tod wurde er nach Russland überführt und auf dem Nowodewitschi-Friedhof in Moskau beigesetzt.